# Albert Malet (historien)
Pour les articles homonymes, voir Malet.
Albert Malet, né à Clermont-Ferrand le 3 mai 1864 et mort pour la France durant la Première Guerre mondiale le 25 septembre 1915 à Thélus (Pas-de-Calais), est un historien et auteur de manuels scolaires français (usuellement appelés Malet et Isaac pour ce qui concerne les nouveaux tirages après la première guerre mondiale).

## Biographie
Intellectuel catholique, républicain et patriote, Albert Malet échoue au concours d'entrée de Saint-Cyr. Changeant de vocation, il obtient l'agrégation d'histoire et géographie en 1889 et enseigne à Paris, où il est professeur au lycée Voltaire en 1897 et à Louis-le-Grand en 1914.
Il est l'un des adhérents fondateurs de la Société d’histoire de la Révolution en 1904.
Bien que non mobilisable en raison de son âge, il s'engage volontairement en 1914. Sous-lieutenant au 63e régiment d'infanterie, il est porté disparu lors de l'offensive d'Artois, en montant à l'assaut au combat de Thélus (Pas-de-Calais) le 25 septembre 1915.

## Une œuvre de vulgarisateur scolaire

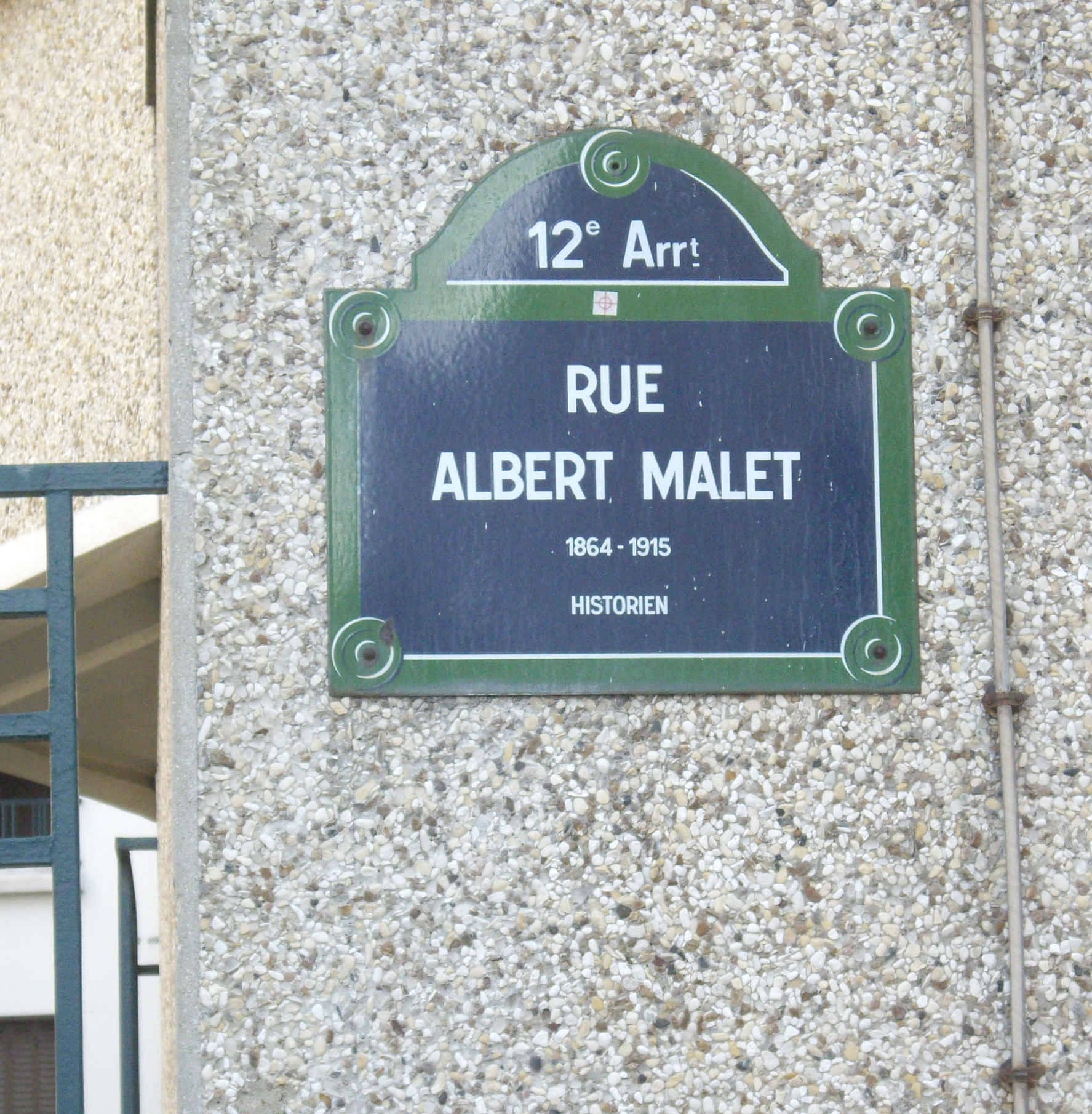
Plaque de la rue Albert-Malet à Paris.

Recruté comme collaborateur de la monumentale Histoire Générale dirigée par Ernest Lavisse, il est ensuite choisi par celui-ci pour rédiger et diriger une série de nouveaux manuels d'histoire après la refonte des programmes scolaires de 1902.
Albert Malet émet en 1904 l'hypothèse d'un rapport entre l'armée et la nation sous l'Ancien Régime, dès les guerres de succession d'Espagne de 1708-1712.
Il publie plusieurs volumes destinés à l'enseignement secondaire : L'Antiquité - Orient - Grèce - Rome (en collaboration avec Charles Maquet, 1902), Les temps modernes (1498-1789) (1904 Première partie, 1905 Deuxième et troisième partie), Le Moyen Âge et le commencement des temps modernes (1903-1904), L'époque contemporaine (1905), Histoire de France et notions sommaires d'histoire générale jusqu'en 1610 (1906), Histoire de France et notions sommaires d'histoire générale de 1610 à 1789 (1909), Histoire moderne (1498-1715) (1909), Histoire de France et notions sommaires d'histoire générale jusqu'à la Révolution (1910), Histoire de France et notions sommaires d'histoire générale depuis la Révolution jusqu'en 1875 (1911), XVIIIe siècle Révolution Empire (1715-1815) (1914), XIXe siècle (1815-1900) (1914).
La marque de fabrique de ce fertile vulgarisateur est l'importance donnée à l'histoire militaire et à la pédagogie par l'illustration.
Bien qu'ils se soient peu connus, son nom est resté associé à celui du plus célèbre de ses continuateurs, Jules Isaac, devenu son collaborateur peu avant la guerre à l'initiative de Lavisse. Poursuivant et amplifiant la collection de manuels scolaires initiée par Malet, que lui confient les éditions Hachette en 1923, Isaac adopta un ton plus neutre et un esprit plus internationaliste.
Considérés comme des classiques, leurs ouvrages ont éduqué plusieurs générations d'élèves français.

## Hommages
En 1933, la rue Albert-Malet dans le 12e arrondissement de Paris prend son nom.